# Epifora
Epifora je stylistický prostředek, neboli také rétorická figura.
Jde o opakování slova, nebo skupiny slov na konci za sebou jdoucích vět nebo veršů.
Epifora je opakem anafory.
Příklad (Karel Jaromír Erben – Svatební košile): Co to máš na té tkaničce? Na krku na té tkaničce!
Anglický renesanční básník Philip Sidney napsal celý sonet, kde nejsou rýmy, nýbrž epifora se slovy night (noc) a day (den):
Now that of absence the most irksome night,
With darkest shade, doth overcome my day:
Since STELLA’s eyes wont to give me my day;
Leaving my hemisphere, leave me in night.